# Championnat du Soudan de football 2018-2019
Navigation
Saison précédente Saison suivante
La saison 2018-2019 du Championnat du Soudan de football est la cinquante-cinquième édition de la première division au Soudan, la Sudan Premier League. Le championnat change de format cette saison, il se déroule avec deux poules de huit équipes qui se rencontrent deux fois. Après cette première série de 14 matchs les quatre premiers de poule se retrouvent dans une poule de championnat et se rencontrent également en match aller et retour, soit 14 rencontres au bout desquelles le premier est désigné champion du Soudan.
Les huit équipes n'ayant pu se qualifier pour la poule de championnat, se retrouvent dans la poule de relégation. À la fin de ce championnat les  deux derniers sont relégués directement. Les clubs classés 5e et 6e de la poule de relégation disputent un barrage de montée-relégation contre deux autres clubs de deuxième division.
Le club Al Merreikh Omdurman remporte le championnat.
Le championnat a été suspendu le 1er mai 2019, à la suite des problèmes politiques dans le pays. Le championnat reprend le 20 juin 2019.

## Qualifications continentales
Les deux premiers du classement se qualifient pour la prochaine édition de la Ligue des champions de la CAF. Les 3e et 4e disputeront la Coupe de la confédération 2019-2020.

## Les clubs participants
- Al Hilal Omdurman
- Al-Rabta Kosti - Promu de D2
- Hay Al Arab Port-Soudan
- Al Ahli Merowe
- Al Amal Atbara
- Al Hilal Obayid
- Al Ahli Khartoum
- Wad Hashim Sannar
- Hay Al-Wadi
- Al Merreikh Omdurman
- Al Hilal Kaduqli
- Al Merreikh Al Fasher
- Al Khartoum SC
- Al Ahly Shendi
- Al-Shorta Al-Qadarif
- Al-Mourada SC - Promu de D2

## Compétition
Le barème de points servant à établir les classements se décompose ainsi :
- Victoire : 3 points
- Match nul : 1 point
- Défaite : 0 point

### Classement Poule A
| Rang | Équipe               | Pts | J  | G | N | P | Bp | Bc | Diff |
| ---- | -------------------- | --- | -- | - | - | - | -- | -- | ---- |
| 1    | Al Merreikh Omdurman | 32  | 14 | 9 | 5 | 0 | 34 | 10 | +24  |
| 2    | Al Khartoum SC       | 24  | 14 | 7 | 3 | 4 | 21 | 15 | +6   |
| 3    | Al Hilal Obayid      | 19  | 14 | 5 | 4 | 5 | 20 | 17 | +3   |
| 4    | Hay Al-Wadi          | 22  | 14 | 4 | 7 | 3 | 12 | 16 | -4   |
| 5    | Al-Mourada SC P      | 19  | 14 | 5 | 4 | 5 | 13 | 19 | -6   |
| 6    | Al Amal Atbara       | 17  | 14 | 5 | 2 | 7 | 14 | 22 | -8   |
| 7    | Al Ahli Khartoum     | 12  | 14 | 2 | 6 | 6 | 13 | 15 | -2   |
| 8    | Al Ahli Merowe       | 8   | 14 | 1 | 5 | 8 | 10 | 23 | -13  |

|  | Qualification pour la Poule Championnat                                 |
|  | Participation à la poule de relégation                                  |
|  | T : Tenant du titre C : Vainqueur de la Coupe du Soudan P : Promu de D2 |

### Classement Poule B
| Rang | Équipe                  | Pts | J  | G  | N | P | Bp | Bc | Diff |
| ---- | ----------------------- | --- | -- | -- | - | - | -- | -- | ---- |
| 1    | Al Hilal OmdurmanT      | 31  | 14 | 10 | 1 | 3 | 31 | 10 | +21  |
| 2    | Al Ahly Shendi          | 28  | 14 | 8  | 4 | 2 | 16 | 6  | +10  |
| 3    | Al-Shorta Al-Qadarif    | 20  | 14 | 6  | 2 | 6 | 18 | 17 | +1   |
| 4    | Al Merreikh Al Fasher   | 17  | 14 | 4  | 5 | 5 | 16 | 15 | +1   |
| 5    | Hay Al Arab Port-Soudan | 16  | 14 | 4  | 4 | 6 | 12 | 17 | -5   |
| 6    | Al Hilal Kaduqli        | 15  | 14 | 3  | 6 | 5 | 13 | 16 | -3   |
| 7    | Wad Hashim Sannar       | 15  | 14 | 3  | 6 | 5 | 7  | 14 | -7   |
| 8    | Al-Rabta Kosti P        | 9   | 14 | 1  | 6 | 7 | 7  | 25 | -18  |

|  | Qualification pour la Poule Championnat                                 |
|  | Participation à la poule de relégation                                  |
|  | T : Tenant du titre C : Vainqueur de la Coupe du Soudan P : Promu de D2 |

- source

### Classement Poule Championnat
| Rang | Équipe                | Pts | J | G | N | P | Bp | Bc | Diff |
| ---- | --------------------- | --- | - | - | - | - | -- | -- | ---- |
| 1    | Al Merreikh Omdurman  | 19  | 7 | 6 | 1 | 0 | 11 | 2  | +9   |
| 2    | Al Hilal OmdurmanT    | 17  | 7 | 5 | 2 | 0 | 20 | 1  | +19  |
| 3    | Al Ahly Shendi        | 15  | 7 | 5 | 0 | 2 | 12 | 6  | +6   |
| 4    | Al Khartoum SC        | 11  | 7 | 3 | 2 | 2 | 13 | 5  | +8   |
| 5    | Al Hilal Obayid       | 10  | 7 | 3 | 1 | 3 | 6  | 10 | -4   |
| 6    | Hay Al-Wadi           | 4   | 7 | 1 | 1 | 5 | 4  | 14 | -10  |
| 7    | Al-Shorta Al-Qadarif  | 4   | 7 | 1 | 1 | 5 | 6  | 21 | -15  |
| 8    | Al Merreikh Al Fasher | 0   | 7 | 0 | 0 | 7 | 3  | 16 | -13  |

|  | Qualification pour la Ligue des Champions                               |
|  | Qualification pour la Coupe de la Condfédération                        |
|  | T : Tenant du titre C : Vainqueur de la Coupe du Soudan P : Promu de D2 |

### Classement Poule Relégation
| Rang | Équipe                  | Pts | J | G | N | P | Bp | Bc | Diff |
| ---- | ----------------------- | --- | - | - | - | - | -- | -- | ---- |
| 1    | Al Ahli Khartoum        | 12  | 7 | 3 | 3 | 1 | 7  | 5  | +2   |
| 2    | Hay Al Arab Port-Soudan | 11  | 7 | 3 | 2 | 2 | 9  | 9  | 0    |
| 3    | Al Hilal Kaduqli        | 10  | 7 | 2 | 4 | 1 | 9  | 7  | +2   |
| 4    | Al Amal Atbara          | 10  | 7 | 3 | 1 | 3 | 9  | 8  | +1   |
| 5    | Al-Rabta Kosti P        | 9   | 7 | 2 | 3 | 2 | 5  | 5  | 0    |
| 6    | Al Ahli Merowe          | 8   | 7 | 1 | 5 | 1 | 6  | 6  | 0    |
| 7    | Wad Hashim Sannar       | 6   | 7 | 1 | 3 | 3 | 5  | 7  | -2   |
| 8    | Al-Mourada SC P         | 6   | 7 | 1 | 3 | 3 | 3  | 6  | -3   |

|  | Relégation                                                              |
|  | Participation aux barrages de relégation                                |
|  | T : Tenant du titre C : Vainqueur de la Coupe du Soudan P : Promu de D2 |

## Bilan de la saison
| Championnat du Soudan de football 2018-2019                        |                                  |
| Champion                                                           | Al Merreikh Omdurman (17e titre) |
| Qualifications continentales                                       |                                  |
| Ligue des champions de la CAF 2019-2020                            | Al Merreikh Omdurman             |
| Ligue des champions de la CAF 2019-2020                            | Al Hilal Omdurman                |
| Coupe de la confédération 2019-2020                                | Al Ahly Shendi                   |
| Coupe de la confédération 2019-2020                                | Al Khartoum SC                   |
| Promotions et relégations                                          |                                  |
| Promus en Premier League                                           |                                  |
| Relégués en Championnat du Soudan de football de deuxième division | Wad Hashim Sannar                |
| Relégués en Championnat du Soudan de football de deuxième division | Al-Mourada SC                    |